# Реформа еталонних відсоткових ставок
Реформа еталонних процентних ставок (Interest Rate Benchmark Reform) — глобальна реформа щодо заміни індикативних відсоткових ставок, таких як LIBOR і EONIA (нідерл.), на нові національні безризикові відсоткові ставки «овернайт» протягом 2014—2021 років, ініційована Радою з фінансової стабільності.
Еталонні відсоткові ставки широко використовуються банками та інші учасниками фінансових ринків з метою оцінки вартості фінансових товарів хороших і розрахунку з них платежів. Ряд центральних банків встановив еталонні ставки як операційні цілі грошово-кредитної політики. Реформа включає два етапи: (1) аналіз, перегляд та методичне покращення (з можливою заміною) основних еталонних ставок; (2) Впровадження регулювання та кодексів поведінки, спрямованих на забезпечення цілісності та точності еталонних ставок, а також нагляду за еталонними ставками з боку уповноважених національних органів.Через війну реформи еталонних ставок зміну сімейства ставок LIBOR прийшла група національних відсоткові ставки, адміністрована центральними банками і біржами.
Станом на 2020 рік законодавство про регулювання еталонних фінансових індикаторів було запроваджено у Європейському союзі, Австралії, Сінгапурі та Південній Кореї. Центральні банки поряд із державними органами виконавчої влади були виведені з-під його дії. У результаті периметр регулювання еталонних індикаторів входять приватні адміністратори індикаторів. У разі транскордонного застосування національних індикаторів, їх адміністратори зі США, Швейцарії та Китаю проходять акредитацію в Європейському союзі.

## Еталонні відсоткові ставки до реформи

Динаміка процентної ставки EURIBOR з 1999 до 2019 року: червона лінія – тижневі операції; синя - тримісячні; зелена - річні.

Індикативні процентні ставки пропозиції на міжбанківському ринку (interbank offered rates, IBORs) до середини 2010-х років вважалися еталонними ставками або бенчмарками (benchmark). Вони формувалися на основі опитування невеликого кола банків, кожен з яких повідомляв про свої ставки пропозиції щодо кредитів, необов'язкових для виконання. Ставки вважалися еталонними, оскільки вони брали участь у ціноутворенні на широкий спектр фінансових продуктів від іпотеки до складних деривативів.Еталонні ставки застосовуються для розрахунку платежів, що підлягають сплаті за фінансовим продуктом, а також оцінки вартості фінансових продуктів. Найбільш поширеними прикладами еталонних ставок до реформи вважалися LIBOR, EURIBOR та EONIA (Нідерл.). У зв'язку зі скандалом навколо LIBOR та EURIBOR, а також звинуваченнями у маніпулюванні відсотковими ставками глобальна спільнота органів фінансового регулювання ухвалила рішення відмовитися від використання як еталонів індикативних ставок та перейти на альтернативні безризикові відсоткові ставки.
| Національна валюта | Еталонний індикатор | Тип індикатора | Адміністратор                           |
| ------------------ | ------------------- | -------------- | --------------------------------------- |
| Доллар США         | USD LIBOR           | незабезпечений | Британська банківська асоціація         |
| Євро               | EUR LIBOR           | незабезпечений | Британська банківська асоціація         |
| Євро               | EURIBOR             | незабезпечений | Європейський інститут фінансових ринків |
| Євро               | EONIA               | незабезпечений | Європейський інститут фінансових ринків |
| Канадський долар   | CAD LIBOR           | незабезпечений | Британська банківська асоціація         |
| Канадський долар   | CDOR                | забезпечений   | Канадська банківська асоціація          |
| Фунт стерлінгів    | GBP LIBOR           | незабезпечений | Британська банківська асоціація         |
| Швейцарський франк | CHF LIBOR           | незабезпечений | Британська банківська асоціація         |
| Японська єна       | YEN LIBOR           | незабезпечений | Британська банківська асоціація         |

## Скандал довкола LIBOR
Підозри у маніпуляції ставкою LIBOR виникли під час глобальної фінансової кризи у 2008 році. У 2011 році Комісія з цінних паперів і бірж США і Міністерство юстиції США розпочали розслідування, до якого підключилася влада Великої Британії, Японії та Європейського союзу, а потім Швейцарії. У 2012 році в маніпуляціях з еталонними ставками LIBOR та EURIBOR було звинувачено групу міжнародних банків, які брали участь у їх формуванні. Дванадцять банків оштрафували на загальну суму близько 9 млрд. доларів США. Тюремний термін у 14 років, скорочений пізніше до 11 років, отримав лише екс-трейдер Том Хейс (англ.). Він виявився єдиним банкіром, засудженим у справі LIBOR, його керівництво та колеги з інших банків залишилися на свободі.

## Реформа відсоткових ставок
Після скандалу з LIBOR Казначейство Великої Британії доручило Мартіну Уітлі (англ.), голові Управління контролю за нормами фінансової поведінки (англ.), провести незалежний аналіз недоліків LIBOR. У фінальному звіті Мартін Уітлі висунув кілька пропозицій:
- перейти до розрахунку ставки за фактичними операціями, а не декларованими ставками пропозиції;
- вести докладний облік операцій; проводити вивірку розрахунку за фактичними даними;
- розкривати індивідуальну інформацію банків через три місяці;
- створити незалежне агентство з адміністрування розрахунку та публікації ставки;
- законодавчо закріпити правила формування еталонної ставки;
- запровадити карне покарання за маніпулювання ставкою.

Таким чином, «Звіт Вітлі» закликав до реформи сімейства еталонних ставок. Уряд Великої Британії погодився з рекомендаціями і у 2013 році Управління з контролю за нормами фінансової поведінки набуло повноважень щодо регулювання еталонних ставок.
Британське розслідування розпочало глобальну реформу еталонних ставок. У 2013 році Велика двадцятка доручила Раді фінансової стабільності розробити пропозиції щодо реформи головних еталонних ставок. У тому року Міжнародна організація комісій з цінних паперів опублікувала «Принципи для еталонних фінансових індикаторів». До принципів увійшло:
- управління процесом формування еталонів та усунення конфліктів інтересів;
- забезпечення якості даних та методології;
- запровадження підзвітності адміністратора;
- документування процесу формування та зберігання даних;
- робота зі скаргами;
- проведення аудиторських перевірок.

Організатори реформи еталонних процентних ставок
Комісія з цінних паперів та бірж США стояла біля витоків розслідування маніпулювання банками LIBOR
Велика двадцятка, або G20, об'єднує уряди та голів центральних банків двадцяти найбільш розвинених економік
Рада з фінансової стабільності заснована у 2009 році Великою двадцяткою для розробки політики в галузі глобальної фінансової системи

## Нові еталонні процентні ставки
Реформа призвела до кількох новацій для формування еталонних ставок. По-перше, вони почали розраховуватися лише в сегменті «овернайт», де обсяги ліквідності вищі. По-друге, сталося розширення кола контрагентів за межі міжбанківського ринку. Зокрема, до ставок стали включатися операції з фондами грошового ринку, інвестиційними фондами, страховими компаніями та іншими. Таким чином, еталонна ставка перетворилася з міжбанківської на ставку грошового ринку. По-третє, відмова від формування індикативних ставок. Здебільшого нові ставки представлені або незабезпеченими угодами ринку, або угодами РЕПО. По-четверте, адміністраторами нових ставок стали центральні банки і біржі, які мають найкращим доступом до інформації про операції учасників фінансового рынка.
| Валюта             | Найменування ставки                      | Основа для розрахунку                                                                                           | Адміністратор                        |
| ------------------ | ---------------------------------------- | --- | ------------------------------------ |
| Долар США          | SOFR (Secured Overnight Financing Rate)  | Ставка по тристоронньому РЕПО з широким пулом забезпечення та двостороннього РЕПО з державними цінними паперами | Федеральний резервний банк Нью-Йорка |
| Фунт стерлінгів    | SONIA (Sterling Overnight Index Average) | Фактична ставка за операціями на грошовому ринку                                                                | Банк Англії                          |
| Японська єна       | TONAR (Tokyo Overnight Average Rate)     | Фактична ставка за операціями на міжбанківському ринку                                                          | Банк Японії                          |
| Євро               | €STR (Euro Short-Term Rate)              | Фактична ставка за операціями на грошовому ринку                                                                | Європейський центральний банк        |
| Швейцарський франк | SARON (Swiss Average Rate Overnight)     | Гібридна ставка РЕПО із пулом забезпечення                                                                      | SIX Group                            |

У зв'язку із реформою органи регулювання, громадські об'єднання на фінансових ринках та їх учасники розробляють нові глобальні правила гри. Йдеться про нові стандарти документації кредитних та деривативних угод, що включають перехідні положення про заміну процентних ставок. Очікується, що до 2021 року підготовчу роботу банків буде повністю завершено. Ключову роль у ній відіграють Міжнародна асоціація свопів та деривативів (ISDA) та Loan Market Association. Після прийняття нових міжнародних стандартів банки та інші фінансові посередники зможуть пропонувати своїм клієнтам нові продукти та змінювати умови вже діючих договорів. У грудні 2018 року Міжнародна асоціація свопів та деривативів опублікувала результати консультації щодо резервних відсоткових індикаторів. За підсумками консультацій резервними індикаторами обрано відповідні нові безризикові еталонні ставки. Вони були включені в документацію типової Генеральної угоди (ISDA Master Agreement) щодо визначень умов укладання угод для процентних деривативів. Асоціація також опублікувала додаткову угоду (протокол), що дозволяє учасникам ринку включити за необхідності резервні індикатори до діючих договорів. Враховуючи, що раніше еталонні ставки використовувалися в угодах з різними термінами, асоціація анонсувала застосування строкових ставок, що є похідними від безризикових ставок «овернайт». Однак міжнародне співтовариство висловлює побоювання, що перехід на нові еталонні ставки займе більше часу, ніж передбачалося. З цієї причини, на думку окремих органів регулювання, підтримання індикативних ставок буде певний час актуальним після 2021 року, коли, як передбачається, припиниться розрахунок ставок сімейства LIBOR.

## Європейське регулювання еталонних фінансових індикаторів
У рамках реформи еталонних ставок головною проблемою, з якою стикаються економіки, що розвиваються, полягає в екстериторіальному впливі регулювання Європейського союзу. З 2018 року в ЄС запроваджено нове регулювання індексів, які використовуються як еталонні індикатори у фінансових інструментах та фінансових договорах або для вимірювання ефективності інвестиційних фондів. Нині ЄС є єдиною юрисдикцією, яка визначає глобальні умови застосування еталонних індикаторів. Європейський нормативно-правовий акт регламентує процес формування еталонів, їх публікації та використання, включаючи зобов'язання, що накладаються на адміністраторів еталонів та на постачальників вихідних даних (контриб'юторів).
Європейське регулювання встановлює загальні вимоги всім видам еталонних фінансових індикаторів і диференційовані вимоги залежно від виду індикатора. Загальні вимоги всім видам еталонних індикаторів групуються включают:
- управління та спостереження: адміністратори зобов'язані забезпечити ефективне корпоративне управління, відділення діяльності адміністратора від інших видів діяльності, створити постійний підрозділ зі спостереження, сформувати систему звітності та обміну інформацією тощо;
- метод розрахунку та якість даних: адміністраторам необхідно забезпечити механізм контролю за якістю даних, заміни при необхідності даних або контриб'юторів, дотримання методу розрахунку індикаторів та його прозорості, розробити заходи, спрямовані на виявлення та запобігання маніпулюванню даними, а також інформувати орган регулювання про виявлені порушення;
- прозорість розрахунку індикатора та захист споживачів: необхідно розкриття інформації про склад, метод та процедури перегляду методу індикаторів, розробити порядок зміни або припинення процесу розрахунку індикаторів, а також передбачити альтернативні варіанти припинення розрахунку індикаторів;
- авторизація або реєстрація адміністратора: для здійснення діяльності адміністратора у Європейському союзі він має обов'язково пройти процедуру реєстрації/авторизації у Європейському управлінні цінних паперів та ринків;
- вимоги до контриб'ютерів даних: адміністратори повинні розробити кодекс поведінки постачальника даних для кожного індикатора; контриб'ютори, у свою чергу, повинні дотримуватись кодексу, а також інших вимог до організації управління та спостереження.

Європейське управління з цінних паперів та ринків, започатковане у 2011 році, відповідає за регулювання та нагляд на ринках цінних паперів Європейського союзу

Крім загальних вимог, Європейським регламентом встановлюється диференційований підхід до регулювання різних видів еталонних індикаторів: критично значущих індикаторів, значущих і незначних індикаторів, і навіть індикаторів, розрахованих з урахуванням про «регульованих даних» (даних торгових систем). Особливі режими регулювання встановлені для двох категорій індикаторів: процентних та товарних. Європейська комісія віднесла до критично важливих фінансових індикаторів ставки EURIBOR та LIBOR, нагляд за якими здійснюється у межах транскордонних наглядових колегій.
Адміністратор еталонного індикатора повинен забезпечити умови, за яких еталон, наскільки можна, представляв би активний ринок чи вимірював його економічні реалії. Еталон повинен розраховуватися за даними про фактичні операції, а не тільки шляхом збору інформації про декларовані ставки. Додаток до Європейського регламенту містить розпорядження про розрахунок еталона, зокрема визначено «каскадну» ієрархію вхідних даних.Для забезпечення достовірності і точності зразка в розрахунок спочатку повинні прийматися дані про угоди, укладені на базовому ринку, а потім дані про операції, пов'язані з ним. У другу чергу розриви даних повинні заповнюватися із застосуванням статистичних методів. Індикативні ставки враховуються з розрахунку стандарту на останню очередь.
Резиденти Європейського Союзу зможуть використати лише ті еталонні індикатори, які визнані у ньому. Це зачіпає інтереси, насамперед, банків та центральних контрагентів, коли йдеться про транскордонні операції з іншими валютами. Насамперед, європейське регулювання торкається ринків відсоткових та валютних свопів, де еталонами виступають €STR та місцева (неєвропейська) ставка. Для використання неєвропейських стандартів необхідно пройти процедуру їх визнання в Європейському управлінні цінних паперів та ринків. Це включає необхідність визнати еквівалентність регуляторних режимів ЄС та його країн-партнерів. На кінець 2019 року Європейська комісія визнала еквівалентність правового та наглядового режиму лише Австралії та Сінгапуру. Альтернативний шлях для інших країн полягає у реєстрації в ЄС місцевих адміністраторів або делегуванні повноважень щодо адміністрування еталонів європейському адміністратору. Фактично, що розвиваються, будуть зобов'язані прийняти нове законодавство, що дублює європейські вимоги, а також пройти процедуру визнання еквівалентності режиму та відповідності йому місцевих стандартів. Влада ЄС встановила граничний термін визнання еквівалентності 2022.